# مدرسة الصحراء (المدينة المنورة)
مدرسة الصحراء، تعتبر من المدارس التي أُنشئت لتعليم أبناء البادية في المملكة العربية السعودية.

## موقع مدرسة الصحراء
أسس علي حافظ وعثمان حافظ مدرسة الصحراء بالمسيجيد في طريق المدينة المنورة - جدة، وذلك في شهر شوال من سنة 1365هـ على بعد 83كم من المدينة المنورة.

## كفاح المدرسة
- لاحظا مؤسسا المدرسة علي وعثمان حافظ حاجة البادية إلى التعليم، ووجدا لدى أبناء البادية استعداد فطري، مما أضطرهم إلى القيام بعمل تجريبي، فعملا على تأسيس مدرسة الصحراء بالمسيجيد؛ فأسسا مدرسة ابتدائية على نهج المعارف السعودية.
- واجها الأخوين الكثير من المتاعب في فترة التأسيس؛ فقد أُسست في أول الأمر في غرفة قهوة ثم تطورت المدرسة حتى أخذت مبناً واسعاً، ومن ناحية المصاعب في تأليف الطلاب واولياء أمورهم أضطرا إلى إعطائهم مكآفات مالية يومية لكل طالب يقبل على المدرسة.
- واجهت الأخوين مصاعب جمة من ناحية الحصول على مديرٍ للمدرسة ومعلمين، وامتنع الكثير منهم عن القبول بحجة متاعب الصحراء، ولولا توفيق الله ثم جهود الاستاذ سالم داغستاني وقبوله منصب مدير المدرسة لكانت المدرسة قد توقفت.
- من المصاعب أيضاً التي واجهت الأخوين أنهما كان يقومان برحلات متتابعة للمدرسة قاما بها قبل التأسيس للتمهيد وبعد التأسيس على سيارات اللوري وفي طرق وعرة وذلك قبل تعبيد الطرق بالأسفلت، وكان يواجههما في كثير من رحلاتهما شدة البرد والقيظ، وكان يشاركهما المعاناة مدير المدرسة الاستاذ سالم داغستاني الذي انتقل باسرته إلى المسيجيد.[2]

## بدايات المدرسة
- أُفتتحت المدرسة في مقهى يضم 34 طالباً.
- ثم ساعدت الحكومة السعودية المدرسة بمنى متكامل في المسيجيد سلمهُ للمدرسة الشيخ عبد الله السليمان؛ فنجحت المدرسة في سنةٍ واحدة وأقبل عليها الطلاب من كل اتجاه، حيث أقبلوا عليها من أمكنةٍ بعيدة من الفريش وبئر الروحاء ومن رحقان ومن جبل الاحامدة ومن الخيوف بوادي الصفراء، مما أدى إلى تأليف رقاق من الطلاب، وكان أهل المسيجيد يرتادون المدرسة نهاراً ويأوون إلى أهلهم بعد الدراسة، وكانوا يذاكرون دروسهم ليلاً في مسجد المسيجيد على مصابيح الغاز البدائية التي يتصاعد سواد دخانها.
- زار المدرسة مفتشو المعارف ورجال الفكر والعلم في العالم الاسلامي ممن كان يقصد المدينة المنورة، وحظيت المدرسة بإعجاب الزوار.[3]

## بعثات المدرسة
- ابتعثت مدرسة الصحراء بطلبٍ من وزير المالية عبد الله السليمان سبعة عشر طالباً إلى السكة الحديدية في الدمام على دفعتين:

الدفعة الأولى : في سنة 1369هـ وعددهم 11 طالباً
الدفعة الثانية : في سنة 1370هـ وعددهم 6 طلاب
- وقد نجح الطلاب في التدريب حيث تمكنوا من دراسة اللغة، كما قد أُبتعث أكثرهم إلى أمريكا حيث أبتعث بعضهم مرة، وبعضهم أُبتعث مرتين، وقد أصبحوا ملمين بأعمال السكك الحديدية، كما صاروا يترجمون إلى العربية من الإنجليزية للذين يزورون المنطقة الشرقية من كبار السعوديين مع من يزورهم من كبار رجال الشركة، وقد زارهم الوزير عبد الله السليمان، وكان الترجمان الذي صحب أحد كبار الشركة في زيارته من طلاب مدرسة الصحراء، مما سر ذلك الوزير.
- التحق بالمدرسة العسكرية 15 طالباً، وقد أتموا الدراسة الابتدائية والثانوية في المدرسة العسكرية، ثم التحقوا بالكلية الحربية في الرياض، والتحق نحو 8 طلاب من حملة الشهادة الابتدائية بالثانوية العسكرية ثم التحقوا بالكلية الحربية في الرياض.
- التحق من مدرسة الصحراء لمدرسة الموسيقى في الطائف ثلاثة طلاب.
- التحق من مدرسة الصحراء بمعهد الرياض وكلياته 20 طالباً أتموا دراستهم فيها، ويعتبرون في مرتبة الجامعيين حتى أن بعضهم يقوم بالتدريس في متوسطات المدينة والمعهد العلمي في الرياض، وكما يقوم بعضهم بأعمال إدارية في الجامعة الاسلامية كما التحق عدد كبير منهم بمعهد المدينة العلمي وعمل البعض الآخر في سلك القضاء.
- النحق قرابة 200 طالب من مدرسة الصحراء في سلك التعليم، وقد استطاعت المدرسة بتوجيهٍ من مدير المدرسة الاستاذ سالم داغستاني أن تغطي حاجتها في التدريس من تلاميذها المتخرجين.[4]

## احصاءات المدرسة
| نوع التعليم                               | العدد    | السنة                   |
| ----------------------------------------- | -------- | ----------------------- |
| عدد الطلاب النتسبين للمدرسة               | 903 طالب | 1365هـ-1381هـ           |
| عدد الطلاب الذين نالوا الشهادة الابتدائية | 230 طالب | منذ تأسيسها حتى تسليمها |
| عدد المنتسبين للمدارس الثانوية            | 230 طالب | ...                     |
| عدد الذين نالوا الشهادة المتوسطة          | 10 طلاب  | ...                     |
| عدد الطلاب الذين حملوا التوجيهية          | 5 طلاب   | ...                     |
| عدد الطلاب الذين نالوا شهادة المعاهد      | 200 طالب | ...                     |
| عدد الطلاب الذين توظفوا في الدولة         | 300 طالب | ...                     |
| عدد طلاب مدرسة الصحراء                    | 400 طالب | في سنة واحدة            |

## نهاية خدمة المدرسة
استمرت المدرسة تؤدي رسالتها على يد مؤسسيها حتى اوائل شهر ربيع الثاني سنة 1381هـ حيث سلم المؤسسان المدرسة لوزارة المعارف بعد أن شعرا أنهما قدما رسالتهما على أكمل وجه؛ فكانت مدة كفاح مدرسة الصحراء نحو 15 عاماًوستة أشهر.
قدرت الحكومة جهود الاستاذ سالم داغستاني؛ فاعتبرت مدة خدمته في مدرسة الصحراء من الخدمات التقاعدية، وأسندت له عملاً رئيسياً في مجال التربية والتعليم في المدينة المنورة.

## انظر ايضاً
- المدينة المنورة
- مدرسة الأمراء
- مدرسة الفلاح
- قائمة المدارس في السعودية

## وصلات خارجية
- من تاريخ التعليم بالمدينة المنورة.